# Золотий мандарин (фільм, 1919)
«Золотий мандарин» (англ. Mandarin's Gold) — американська драма режисера Оскара Апфеля 1919 року.

## У ролях
- Кітті Гордон — Бетті Кардон
- Ірвінг Каммінгс — Блер Кардон
- Джордж МакКуоррі — Джеффрі Норт
- Маргаріт Гейл — Сьюзан Петтігрю
- Вероніка Лі — Черрі Блоссом
- Ворнер Оланд — Лі Сінь
- Джозеф Лі — Ву Сінг
- Меріон Барні — місіс Стоун
- Тоні Мерло — Берті Стендіш